# Station Mokra Częstochowska
Station Mokra Częstochowska is een spoorwegstation in de Poolse plaats Mokra.